# Порноместь
Порноместь (англ. revenge porn) — размещение в публично доступной сети материалов открыто сексуального характера без согласия изображённого в них лица.
Типично такие материалы размещаются бывшими партнёрами в порядке мести (что и дало практике название) или хакерами, получившими несанкционированный доступ к таким материалам. Многие такие фотографии и видео представляют собой селфи — сделанные самим изображаемым лицом. Изображения часто сопровождаются личными данными, включая полные имена, адреса и ссылки на профили в Facebook и других социальных сетях.
В январе 2014 года Израиль первым из стран мира принял закон, приравнивающий порноместь к сексуальному преступлению. Различные законы против порномести приняты также в австралийском штате Виктория и в нескольких штатах США, а именно в Калифорнии и в Нью-Джерси.

## Общее описание практики
В 2000 году итальянский исследователь Серджо Мессина выделил «жизненное порно» (англ. realcore pornography), новый жанр порнографии, состоящий из фотографий и видеозаписей бывших подружек, распространяемых через группы Usenet. Восемь лет спустя агрегатор любительского порно XTube начал получать жалобы на то, что порнографический контент выкладывается на него без разрешения фигурирующих в нём лиц. Затем несколько сайтов начали специально снимать консенсуальную порнографию, имитирующую порноместь, и размещать её под видом «аутентичного» загруженного пользователями контента.
Порноместь получила известность на международном уровне, когда Хантер Мур в 2010 году запустил сервис IsAnyoneUp.com. Этот сайт размещал посланную пользователями порнографию и был одним из первых, которые позволяли указывать также личные данные изображённых людей, такие как имена работодателей, адреса и ссылки на профили в социальных сетях.

## Юридические аспекты
Нарушения гражданских кодексов, нарушения права на неприкосновенность частной жизни, авторского права и криминальные законы представляют собой легальные основания для удаления неконсенсуальной порнографии, и многие люди, сексуальные фотографии которых были выставлены в сети без их согласия, ищут законных путей их удаления.

### Гражданские правонарушения и право на неприкосновенность частной жизни
Недавние судебные разбирательства о порномести включают в себя обвинения против загружавших этот контент во вторжении в частную жизнь, неправомерном опубликовании персональной информации и умышленном введении в состояние стресса (англ. intentional infliction of emotional distress). 40 штатов США, включая Калифорнию и Нью-Йорк, имеют законы против «киберхарассмента» (англ. anti-cyberharassment laws), которые также используются в этих случаях.

### Авторское право
Примерно 80 % изображений и видео порномести были сняты самими изображёнными. Их размещение в сети без разрешения, таким образом, представляет собой нарушение их авторского права загружающими. Жертвы порномести в Америке имеют право использовать требования об удалении контента к его провайдерам по форме, предусмотренной Digital Millennium Copyright Act.

### Специальные законы США
В США два штата имеют законы, непосредственно касающиеся порномести: Нью-Джерси и Калифорния.
Закон штата Нью-Джерси запрещает распространение сексуально возбуждающих (англ. sexually explicit) фотографий и видеозаписей любым лицом, знающим, что оно не имеет явного разрешения или права делать это, и без согласия изображаемого лица. Этот закон был использован в суде против Дхарун Рави (англ. Dharun Ravi), студента Ратгерского университета, который распространил съёмки через веб-камеру сексуальных утех его соседа по комнате, Тайлера Клементи (англ. Tyler Clementi), после чего тот покончил жизнь самоубийством. Этот закон также использовался на процессах нескольких мужчин, которые обвинялись в порномести их бывшим подругам.
Закон Калифорнии, принятый в октябре 2013 года, запрещает распространение интимных фотографий или видеозаписей, снятых с целью создания сильного эмоционального напряжения жертвы, а также материалов, снятых консенсуально со взаимным пониманием о том, что эти материалы имеют непубличный характер, а затем распространяющихся с той же целью. Калифорнийский закон был раскритикован сторонниками жертв порномести за чрезмерную узость и недостаточную защиту. Другие специалисты утверждают, что новые криминальные законы, предназначенные для борьбы с порноместью, вероятно, слишком широки и допускают непредвиденные их создателями применения.

### Известные процессы
Несколько широко известных сайтов порномести, включая IsAnyoneUp и Texxxan, были остановлены в результате начавшихся или планировавшихся судебных процессов.
В декабре 2013 года главный прокурор штата Калифорния Камала Харрис обвинила Кевина Боллера (англ. Kevin Bollaert), который вёл сайт порномести UGotPosted, в 31 преступлении, включая вымогательство и заговор. Создателю сайта IsAnyoneUp Хантеру Муру в январе 2014 года предъявили обвинения по 15 пунктам, включая заговор с целью нарушения Computer Fraud and Abuse Act, антихакерского закона.

## Законы вне США
Многие европейские страны имеют хорошо разработанные правовые системы защиты личной жизни, которые могут распространяться и на порноместь.
В январе 2014 года Израиль первым принял закон, согласно которому порноместь является сексуальным преступлением. Распространение сексуально возбуждающих видео без согласия изображённого лица будет вести к тюремному заключению сроком до 5 лет.
Во Франции считается преступлением умышленное вторжение в личную жизнь путём распространения изображения лица, снятого в непубличном месте, без его согласия.
На Филиппинах считается преступлением копирование, репродукция, распространение или публичная демонстрация сексуально возбуждающих изображений или видеозаписей через Интернет без письменного согласия изображённых лиц.
Австралийский штат Виктория изменил уже существовавший закон о секстинге для запрета посылки сексуально возбуждающих изображений третьих лиц.
В России аналогичные правонарушения преследовались по части первой статьи 137 УК РФ «Нарушение неприкосновенности частной жизни».

## Юридические аргументы о законности порномести

### Первая поправка к конституции США и анти-СЛАПП
Некоторые сторонники свободы слова возражают против законов, ограничивающих порноместь, на основании Первой поправки к Конституции США. Американский союз защиты гражданских свобод защищает право на порноместь как конституционное право на свободу слова до тех пор, пока изображения не подпадают под действие уголовного законодательства, таких, как законов о запрете детской порнографии и преследования. Суды США в общем случае с неохотой принимают решения, которые могут ограничивать свободу слова.
Лица, загружающие порноместь, и специализированные сайты для неё также могут использовать стратегию защиты через законы о государственной защите от недобросовестных судебных преследований (анти-СЛАПП, англ. "anti-SLAPP laws" от "Strategic lawsuit against public participation"), которые позволяют ответчикам противостоять судебным процессам, направленным на ограничение свободы слова.

### Закон о приличиях
В нескольких случаях в судебных разбирательствах предъявлялись претензии к хостерам и веб-сайтам наряду с лицами, загружавшими изображения. В то же время «Communications Decency Act», известный также под названием § 230, ограничивает ответственность веб-сайтов и провайдеров за контент, размещённый на них их пользователями. Если пользовательский контент не нарушает авторских прав или уголовного законодательства, сайты не обязаны удалять его согласно § 230.

## В культуре
- В эпизоде «Заткнись и танцуй» телесериала «Чёрное зеркало» подросток Кенни шантажируется неизвестными хакерами, которые требуют выполнения ряда заданий, — иначе компрометирующие его кадры будут разосланы по всем контактам в его контакт-листе.